# Großsteingrab Smidsbjerg
Das Großsteingrab Smidsbjerg war eine megalithische Grabanlage der jungsteinzeitlichen Nordgruppe der Trichterbecherkultur im Kirchspiel Karlebo in der dänischen Kommune Fredensborg. Es wurde im 19. Jahrhundert zerstört.

## Lage
Das Grab lag südsüdwestlich von Lille Gunderød an der Grenze eines Felds und einer Kiesgrube. In der näheren Umgebung gibt bzw. gab es zahlreiche weitere megalithische Grabanlagen.

## Forschungsgeschichte
Im Jahr 1884 führten Mitarbeiter des Dänischen Nationalmuseums eine Dokumentation der Fundstelle durch. Zu dieser Zeit waren keine baulichen Überreste mehr auszumachen.

## Beschreibung
Die Anlage besaß ursprünglich wahrscheinlich eine Hügelschüttung, über die aber nichts bekannt ist. Die Grabkammer besaß einen viereckigen Grundriss. Ihre Maße und ihre Orientierung sind unbekannt. Über die Anzahl der Steine ist nur bekannt, dass ein Wandstein und der Deckstein schon seit längerem fehlten. Der genaue Grabtyp lässt sich anhand dieser Angaben nicht sicher bestimmen.